# سرچماقیان ماری
سرچماقیان ماری (Ophiocordycipitaceae) تیره‌ای از قارچ‌های کیسه‌ای در رده سنگ‌میوه‌ئیان هستند.
این قارچ‌ها همان‌طور که از نام علمی‌شان هم برمی‌آید زائده‌ای به صورت چماق و تنه‌ای به شکل مار دارند. این قارچ‌ها به صورت انگلی بر بدن مورچه‌ها سوار شده و با کشتن مورچه بر بدن او می‌رویند.

## سرده‌ها
- Elaphocordyceps
- Haptocillium
- Harposporium
- Hirsutella
- Hymenostilbe
- Ophiocordyceps
- Paraisaria
- Purpureocillium
- Syngliocladium
- Tolypocladium